# Gephyra
Gephyra is een geslacht van vlinders van de familie snuitmotten (Pyralidae), uit de onderfamilie Chrysauginae.

## Soorten
- G. costinotata Schaus, 1913
- G. cynisca Druce, 1895
- G. galgula Schaus, 1904
- G. getusalis Walker, 1859
- G. lamprosalis Hampson, 1916
- G. pusilla Felder & Rogenhofer, 1874
- G. siderealis Schaus, 1913
- G. tumida Felder & Rogenhofer, 1874